# Przęsocin
Przęsocin (tysk: Neuendorf) er en landsby i det vestlige Polen, i zachodniopomorskie voivodskab (Stettin Byområde, mellem byerne Police og Szczecin). Przęsocin ligger på Warszewo-bakkerne ved Wkrzanska Skoven (polsk: Puszcza Wkrzańska, tysk: Ueckermünde Heide).
Przęsocin har vejforbindelse til Szczecin og Police og Polices bybuslinjer 101, 107 og F. 

## Seværdigheder
- Kirke (15. århundrede) i Przęsocin

## Byer ved Przęsocin
- Police
- Szczecin

## Landsbyer ved Przęsocin
- Siedlice (ved Police)
- Leśno Górne